# ФК «Десна» в сезоне 2019/2020
Сезон 2018/19 — второй сезон для черниговской «Десны» в украинской Премьер-лиге, а также 55-й сезон в истории клуба.

## Перед началом сезона
| Эксперт           | Место |
| ----------------- | ----- |
| Сергей Болотников | 8-е   |
| Дмитрий Литвинов  | 9-е   |
| Роберто Моралес   | 4-е   |
| Александр Сажко   | 3-е   |
| Игорь Цыганик     | 6-е   |
| Олег Щербаков     | 8-е   |

В предыдущем сезоне «Десне» не удалось выполнить задачу попадания в верхнюю шестёрку, и результатом её дебюта в Премьер-лиге стало 8-е место. Тем не менее, главный тренер Александр Рябоконь продолжил работу с командой. В новом сезоне задание не изменилось — выход в первую шестёрку по итогам первого этапа и борьба за участие в еврокубках. В связи с этим эксперты отметили качественную работу клуба на трансферном рынке — «Десне» удалось сохранить лидеров и пригласить ряд игроков, способных усилить команду.
Первым новичком «Десны» в летнее межсезонье стал полузащитник Владислав Калитвинцев, который в предыдущем сезоне выступал за киевские «Динамо» и «Арсенал». Соглашение игрока с «Десной» рассчитано на два года. 8 июня был подписан двухлетний контракт с центральным защитником Виталием Приндетой из российского «СКА-Хабаровск». 27 июня было объявлено о переходе левого защитника Артура Западни из «Волыни». У «Шахтёра» был взят в аренду правый защитник Ефим Конопля, который летом 2019 года стал чемпионом мира в составе сборной Украины до 20 лет. Из греческой «Янины» на условиях аренды был приглашён вингер Орест Кузык. 18 июля состоялся переход нападающего Максима Дегтярёва из донецкого «Олимпика». 25 июля в заявку команды на сезон был внесён 23-летний полузащитник Андрей Домбровский, ранее выступавший за киевский «Арсенал». Последним приобретением перед стартом сезона стало подписание двухлетнего контракта с 19-летним нападающим херсонского «Кристалла» Ильёй Шевцовым.
Перед началом сезона клуб покинули защитники Сергей Люлька, Темур Парцвания, Андрей Слинкин и Дмитрий Немчанинов, полузащитник Михаил Козак и нападающий Михаил Сергийчук. 18 июня стало известно, что нападающий Денис Безбородько продолжит карьеру в «Александрии». Вратарь Константин Махновский, который предыдущий сезон провёл в аренде в донецком «Олимпике», перешёл в латвийский «Вентспилс». 26 июля «Десна» объявила об уходе вингера Максима Банасевича, который ранее выступал на условиях аренды за «Колос», и полузащитника Андрея Якимива.

## Предсезонные и товарищеские матчи
21 июня 2019 года команда начала подготовку к сезону в Ирпени.
| 25 июня 2019 Товарищеский матч | Десна | 0:1     | Студенческая сборная Украины | Киев                     |
| 18:00 |       | (отчёт) | Нечипоренко 74′              | Стадион: УТБ ФК «Динамо» |
| Десна: 1 тайм: Литовка, Старенький, Д. Фаворов , Ермаков, Мостовой, Огиря, Волков, А. Фаворов, Банасевич, Филиппов, Хлёбас 2 тайм: Татаренко, Бровченко, Имереков, Приндета, Картушов , Богданов, Домбровский, Белич, Коробенко, Мочуляк, Вовк |       |         |                              |                          |

| 26 июня 2019 Товарищеский матч | Десна            | 2:0     | Черкащина-Академия | Буча               |
| 18:00 | Филиппов 54′ 76′ | (отчёт) |                    | Стадион: Юбилейный |
| Десна: 1 тайм: Паст, Мирошников, Д. Фаворов , Имереков, Мостовой, Домбровский, Мочуляк, Белич, Коробенко, Бровченко, Вовк 2 тайм: Татаренко, Банасевич, Приндета, Ермаков, Картушов, Огиря, Богданов, А. Фаворов, Волков, Хлёбас, Филиппов |                  |         |                    |                    |

| 29 июня 2019 Товарищеский матч | Десна | 0:0     | Арарат-Армения | Гомель               |
| 18:00 |       | (отчёт) |                | Стадион: Центральный |
| Десна: Литовка, Д. Фаворов 65' (Приндета 65'), Имереков 76' (Гитченко 76'), Ермаков, Мостовой, Огиря 76' (Вовк 76'), Волков 46' (Банасевич 46'), Богданов 46' (Домбровский 46'), А. Фаворов 46' (Коробенко 46'), Картушов 46' (Старенький 46'), Филиппов 46' (Хлёбас 46') |       |         |                |                      |

| 2 июля 2019 Товарищеский матч | Энергетик-БГУ | 2:3     | Десна                             | Минск |
| |               | (отчёт) | Д. Фаворов 56′ 81′ · Филиппов 75′ |       |
| Десна: 1 тайм: Татаренко, Конопля, Имереков, Приндета, Мостовой, Коробенко, Кузык, Белич, Домбровский, Мочуляк, Шевцов 2 тайм: Литовка, Старенький, Д. Фаворов , Ермаков, Картушов, Огиря, Банасевич, А. Фаворов, Волков, Хлёбас, Филиппов |               |         |                                   |       |

| 5 июля 2019 Товарищеский матч | Десна      | 1:0     | Оболонь-Бровар | Чернигов                   |
| 17:00 | Хлёбас 59′ | (отчёт) |                | Стадион: им. Юрия Гагарина |
| Десна: 1 тайм: Литовка, Д. Фаворов , Ермаков, Приндета, Конопля, Огиря, Коробенко, Картушов, Кузык, Филиппов, Шевцов · 2 тайм: Татаренко, Старенький, Имереков, Приндета, Мостовой , Домбровский, Банасевич 79' (Волков 79'), Богданов, А. Фаворов, Хлёбас, игрок на просмотре |            |         |                |                            |

| 12 июля 2019 Товарищеский матч | Унгень | 0:16    | Десна | Молдавия |
| 19:00                          |        | (отчёт) | Хлёбас · Кириенко · Филиппов · Банасевич · Белич · Конопля · Ермаков · Фаворов · Шевцов · Кузык · Волков · ? ? (авт.) · Гитченко |          |

| 15 июля 2019 Товарищеский матч | Черноморец      | 0:0     | Десна                                                   | Одесса                                                               |
| 17:00 | · Остапенко 57' | (отчёт) | · Кузык 45' · Кириенко 47' · Огиря 70' · Д. Фаворов 88' | Стадион: УТБ ФК «Черноморец» Зрителей: 150 Судья: Дмитрий Бондаренко |
| Десна: Паст, Конопля 59' (Д. Фаворов 59'), Имереков, Гитченко 59' (Ермаков 59'), Мостовой 68' (Картушов 68'), Богданов 59' (Огиря 59'), Хлёбас 59' (Банасевич 59'), Домбровский 59' (Коробенко 59'), Кузык 59' (Волков 59'), Бойчук 59' (Мочуляк 59'), Филиппов 46' (Кириенко 46') 80' (Шевцов 80') |                 |         |                                                         |                                                                      |

| 16 июля 2019 Товарищеский матч | Балканы | 0:1     | Десна      | Заря                                                   |
| 17:00 |         | (отчёт) | Хлёбас 58′ | Стадион: им. Бориса Тропанца Судья: Геннадий Серпутько |
| Десна: Литовка, Старенький 46' (Мостовой 46'), Д. Фаворов 75' (Стрижак 75'), Ермаков 83' (Имереков 83'), Картушов 63' (Богданов 63'), Огиря 63' (Домбровский 63'), Банасевич 46' (Гитченко 46'), Коробенко 46' (Хлёбас 46'), А. Фаворов 63' (Шевцов 63'), Волков 46' (Кузык 46') 83' (Филиппов 83'), Кириенко 46' (Бойчук 46') |         |         |            |                                                        |

| 19 июля 2019 Товарищеский матч | Динамо-Авто | 0:2     | Десна                         | Тирасполь               |
| 19:00 | Михалёв     | (отчёт) | А. Фаворов 30′ · Филиппов 75′ | Стадион: УТБ ФК «Шериф» |
| Десна: Паст, Конопля 75' (Д. Фаворов 75'), Гитченко, Имереков 46' (Ермаков 46'), Западня 65' (Картушов 65'), Домбровский 75' (Стрижак 75'), Старенький 46' (Калитвинцев 46'), А. Фаворов 65' (Богданов 65'), Волков 65' (Хлёбас 65'), Кузык 46' (Дегтярёв 46') Бойчук 58' (Филиппов 58') |             |         |                               |                         |

| 20 июля 2019 Товарищеский матч | Сфынтул Георге | 1:2     | Десна                         | Тирасполь               |
| 19:00 | Суворов        | (отчёт) | Картушов 25′ · Д. Фаворов 70′ | Стадион: УТБ ФК «Шериф» |
| Десна: Литовка, Д. Фаворов 85' (Старенький 85'), Ермаков, Приндета 46' (Калитвинцев 46'), Мостовой 70' (Западня 70'), Огиря 70' (Домбровский 70'), Картушов 65' (Гитченко 65'), Богданов 80' (Конопля 80'), Хлёбас 60' (А. Фаворов 60'), Филиппов 65' (Бойчук 65'), Дегтярёв 46' (Кузык 46') |                |         |                               |                         |

### Сбор в Турции (сентябрь 2019)
| 8 сентября 2019 Товарищеский матч | Анкарагюджю | 0:3     | Десна                                       | Турция |
| |             | (отчёт) | Богданов 19′ · Калитвинцев 61′ · Хлёбас 85′ |        |
| Десна: Паст, Д. Фаворов , Гитченко 58' (Ермаков 58'), Имереков, Мостовой 58' (Западня 58'), Огиря 80' (Приндета 80'), Картушов 64' (Старенький 64'), Богданов 58' (Домбровский 58'), А. Фаворов 46' (Хлёбас 46'), Кузык 46' (Калитвинцев 46'), Филиппов 46' (Дегтярёв 46') |             |         |                                             |        |

### Сбор в Турции (октябрь 2019)
| 12 октября 2019 Товарищеский матч | Антальяспор                   | 2:1     | Десна      | Белек                         |
| | Озтюрк 13′ · Озкан 65′ (пен.) | (отчёт) | Хлёбас 25′ | Стадион: Regnum hotel stadium |
| Десна: Стартовый состав: Литовка, Д. Фаворов , Имереков, Приндета, Западня, Домбровский, Калитвинцев, А. Фаворов, Картушов, Хлёбас, Дегтярёв |                               |         |            |                               |

| 13 октября 2019 Товарищеский матч                                                                                           | Аланьяспор    | 2:2     | Десна                    | Аланья                           |
| | Сиссе 24′ 29′ | (отчёт) | Хлёбас 7′ · Богданов 49′ | Стадион: Milli Egemenlik Stadium |
| Десна: Стартовый состав: Паст, Старенький, Гитченко, Ермаков, Мостовой, Огиря, Кузык, Богданов, А. Фаворов, Мочуляк, Хлёбас |               |         |                          |                                  |

### Сбор в Белоруссии (ноябрь 2019)
| 16 ноября 2019 Товарищеский матч | Динамо (Минск) | 2:2     | Десна                      | Минск           |
| 12:00 | ? ? · ? ?      | (отчёт) | Калитвинцев ? · Филиппов ? | Стадион: Динамо |
| Десна: Паст, Приндета, Гитченко (Имереков ), Ермаков, Мостовой (Западня ), Огиря (Домбровский ), Калитвинцев (Старенький ), Богданов (А. Фаворов ), Кузык (Картушов ), Хлёбас (Дегтярёв ), Филиппов |                |         |                            |                 |

| 17 ноября 2019 Товарищеский матч | Торпедо (Жодино) | 1:5     | Десна                             | Жодино           |
| 13:00 | Мышенко ?        | (отчёт) | Дегтярёв ? · Шевцов ? · Ермаков ? | Стадион: Торпедо |
| Десна: Стартовый состав: Литовка, Старенький, Имереков, Приндета, Западня, Домбровский, Картушов, А. Фаворов, Мочуляк, Дегтярёв, Шевцов |                  |         |                                   |                  |

## Сезон
См. также: Чемпионат Украины по футболу 2019/2020, Кубок Украины по футболу 2019/2020

### Матчи
Победа
 Ничья
 Поражение
Время начала матчей указано украинское (UTC+2, летом — UTC+3)

#### Премьер-лига
| 30 июля 2019 1 тур | Десна                                        | 1:2        | Львов                                                                                             | Чернигов                                                       |
| 19:00 | Д. Фаворов 30′ · Филиппов 42' · Гитченко 88' | (протокол) | Пернамбуко 53′ · Альваро 85′ · Квасный 8' · Приймак 25' · Альваро 85' · Адамюк 90' · Мартан 90+1' | Стадион: им. Юрия Гагарина Зрителей: 4 037 Судья: Денис Шурман |
| Десна: Паст, Д. Фаворов , Гитченко, Имереков, Мостовой 88' (Дегтярёв 88'), Огиря, Картушов, А. Фаворов, Богданов 86' (Кузык 86'), Хлёбас 65' (Калитвинцев 65'), Филиппов · Остались в запасе: Литовка, Конопля, Ермаков, Домбровский |                                              |            |                                                                                                   |                                                                |

| 3 августа 2019 2 тур | Десна                                                                | 2:0        | Ворскла                                                    | Чернигов                                                      |
| 19:30 | Калитвинцев 19′ · Филиппов 79′ · Мостовой 22' · Огиря 53' · Паст 85' | (протокол) | · Шехич 31' · Пердута 39' · Васин 90+2' · Мартыненко 90+4' | Стадион: им. Юрия Гагарина Зрителей: 3 288 Судья: Юрий Иванов |
| Десна: Паст, Д. Фаворов , Гитченко, Имереков, Мостовой, Огиря, Калитвинцев 87' (Конопля 87'), А. Фаворов, Богданов 68' (Западня 68'), Кузык 46' (Картушов 46'), Филиппов · Остались в запасе: Литовка, Старенький, Хлёбас, Дегтярёв |                                                                      |            |                                                            |                                                               |

| 11 августа 2019 3 тур | Днепр-1                                                 | 0:1        | Десна                                         | Днепр                                                          |
| 17:00 | · Сафронов 46' · Коркишко 57' · Вакулко 60' · Когут 81' | (протокол) | Филиппов 67′ · Калитвинцев 24' · Дегтярёв 44' | Стадион: Днепр-Арена Зрителей: 6 097 Судья: Дмитрий Бондаренко |
| Десна: Паст, Д. Фаворов , Гитченко, Имереков, Мостовой, Огиря, Калитвинцев 86' (Конопля 86'), А. Фаворов, Кузык 61' (Картушов 61'), Филиппов, Дегтярёв 77' (Ермаков 77') · Остались в запасе: Литовка, Западня, Домбровский, Богданов |                                                         |            |                                               |                                                                |

| 17 августа 2019 4 тур | Десна                                                                     | 0:0        | Колос                         | Чернигов                                                           |
| 17:00 | · Д. Фаворов 22' · Гитченко 35' · Мостовой 49' · Богданов 66' · Огиря 86' | (протокол) | · Максименко 39' · Милько 55' | Стадион: им. Юрия Гагарина Зрителей: 4 087 Судья: Андрей Коваленко |
| Десна: Паст, Д. Фаворов , Гитченко, Имереков, Мостовой, Огиря, Калитвинцев 79' (Конопля 79'), А. Фаворов, Богданов 68' (Дегтярёв 68'), Кузык 68' (Картушов 68'), Филиппов · Остались в запасе: Литовка, Ермаков, Домбровский, Волков |                                                                           |            |                               |                                                                    |

| 24 августа 2019 5 тур | Александрия                                                     | 0:3        | Десна                                                                                             | Александрия                                       |
| 17:00 | · Лучкевич 30' · Банада 42' · Мирошниченко 16' 48' · Шастал 89' | (протокол) | Д. Фаворов 50′ (пен.) · Кузык 69′ · Филиппов 90′ · Д. Фаворов 33' · Богданов 45+1' · Имереков 83' | Стадион: Ника Зрителей: 1 612 Судья: Иван Бондарь |
| Десна: Паст, Д. Фаворов , Гитченко, Имереков, Мостовой, Огиря, Калитвинцев 89' (Конопля 89'), А. Фаворов, Богданов 80' (Домбровский 80'), Кузык, Дегтярёв 68' (Филиппов 68') · Остались в запасе: Литовка, Ермаков, Картушов, Старенький |                                                                 |            |                                                                                                   |                                                   |

| 30 августа 2019 6 тур | Десна                                          | 0:0        | Карпаты                                                 | Чернигов                                                              |
| 19:00 | · Богданов 14' · Д. Фаворов 54' · Гитченко 59' | (протокол) | · Ковтун 37' · Дубинчак 38' · Мартинс 57' · Козак 90+4' | Стадион: им. Юрия Гагарина Зрителей: 4 463 Судья: Владимир Новохатний |
| Десна: Паст, Д. Фаворов , Гитченко, Имереков, Мостовой, Огиря, Картушов, А. Фаворов, Богданов 76' (Домбровский 76'), Кузык 69' (Калитвинцев 69'), Филиппов 87' (Дегтярёв 87') · Остались в запасе: Литовка, Конопля, Ермаков, Хлёбас |                                                |            |                                                         |                                                                       |

| 15 сентября 2019 7 тур | Динамо                      | 1:2        | Десна                                                   | Киев                                                           |
| 17:00 | Беседин 49′ · Де Пена 45+2' | (протокол) | Калитвинцев 40′ · Филиппов 56′ · Огиря 75' · Паст 90+4' | Стадион: Олимпийский Зрителей: 15 452 Судья: Виктор Копиевский |
| Десна: Паст, Д. Фаворов , Гитченко, Имереков, Мостовой, Огиря 83' (Ермаков 83'), Калитвинцев, А. Фаворов, Богданов 78' (Домбровский 78'), Картушов, Филиппов 90' (Конопля 90') · Остались в запасе: Литовка, Кузык, Хлёбас, Дегтярёв |                             |            |                                                         |                                                                |

| 22 сентября 2019 8 тур | Десна          | 0:1        | Шахтёр                                            | Чернигов                                                            |
| 14:00 | · Богданов 88' | (протокол) | Марлос 22′ · Тайсон 53' · Мораес 64' · Болбат 90' | Стадион: им. Юрия Гагарина Зрителей: 5 500 Судья: Екатерина Монзуль |
| Десна: Паст, Д. Фаворов , Гитченко, Имереков, Мостовой, Огиря, Калитвинцев 83' (Кузык 83'), А. Фаворов 68' (Дегтярёв 68'), Богданов, Картушов, Филиппов 81' (Хлёбас 81') · Остались в запасе: Литовка, Ермаков, Домбровский, Старенький |                |            |                                                   |                                                                     |

| 29 сентября 2019 9 тур | Мариуполь | 0:4        | Десна                             | Мариуполь                                                         |
| 14:00 |           | (протокол) | Хлёбас 20′ 67′ · Филиппов 21′ 81′ | Стадион: им. Владимира Бойко Зрителей: 4 072 Судья: Ярослав Козык |
| Десна: Паст, Конопля, Гитченко, Имереков, Мостовой, Д. Фаворов , Огиря, Картушов, Кузык 79' (Калитвинцев 79'), Хлёбас 85' (Старенький 85'), Филиппов 87' (Дегтярёв 87') · Остались в запасе: Литовка, Ермаков, Домбровский, А. Фаворов |           |            |                                   |                                                                   |

| 5 октября 2019 10 тур | Десна                                                         | 1:0        | Олимпик                        | Чернигов                                                           |
| 17:00 | А. Фаворов 90′ · Хлёбас 33' · Мостовой 37' · А. Фаворов 90+1' | (протокол) | · Г. Пасич 52' · Завийский 65' | Стадион: им. Юрия Гагарина Зрителей: 3 682 Судья: Юрий Можаровский |
| Десна: Паст, Д. Фаворов , Гитченко, Имереков, Мостовой, Огиря, Калитвинцев, Богданов 79' (Дегтярёв 79'), Кузык 46' (А. Фаворов 46'), Хлёбас 61' (Картушов 61'), Филиппов · Остались в запасе: Литовка, Конопля, Ермаков, Старенький |                                                               |            |                                |                                                                    |

| 19 октября 2019 11 тур | Заря                                                        | 2:1        | Десна                                           | Запорожье                                                           |
| 17:00 | Леднев 80′ · Юрченко 85′ (пен.) · Кабаев 23' · Вернидуб 50' | (протокол) | Дегтярёв 17′ · А. Фаворов 13' · Калитвинцев 84' | Стадион: Славутич-Арена Зрителей: 2 375 Судья: Александр Омельченко |
| Заря: Паст, Д. Фаворов , Гитченко, Имереков, Мостовой, Огиря, Калитвинцев 88' (Хлёбас 88'), А. Фаворов, Богданов 89' (Конопля 89'), Картушов, Дегтярёв 75' (Ермаков 75') · Остались в запасе: Литовка, Западня, Домбровский, Старенький |                                                             |            |                                                 |                                                                     |

| 27 октября 2019 12 тур | Львов                                                      | 1:4        | Десна                                                                            | Львов                                               |
| 14:00 | Пернамбуко 61′ · Альваро 38' · Богунов 65' · Ренан 57' 80' | (протокол) | Д. Фаворов 2′ (пен.) · Хлёбас 9′ 46′ · Дегтярёв 41′ · Конопля 20' · Картушов 83' | Стадион: Украина Зрителей: 712 Судья: Ярослав Козык |
| Десна: Паст, Конопля, Гитченко, Имереков, Западня, Огиря 87' (Ермаков 87'), Д. Фаворов , Калитвинцев 78' (Старенький 78'), А. Фаворов, Хлёбас, Дегтярёв 68' (Картушов 68') · Остались в запасе: Литовка, Богданов, Мостовой, Филиппов |                                                            |            |                                                                                  |                                                     |

| 2 ноября 2019 13 тур | Ворскла                       | 0:1        | Десна                       | Полтава                                                                          |
| 14:00 | · Петрович 41' · Чеснаков 63' | (протокол) | Имереков 76′ · Дегтярёв 68' | Стадион: «Ворскла» им. Алексея Бутовского Зрителей: 2 005 Судья: Дмитрий Кутаков |
| Десна: Паст, Д. Фаворов , Гитченко, Имереков, Западня 46' (Мостовой 46'), Огиря, Калитвинцев, А. Фаворов, Богданов, Хлёбас 84' (Картушов 84'), Дегтярёв 73' (Филиппов 73') · Остались в запасе: Литовка, Конопля, Приндета, Старенький |                               |            |                             |                                                                                  |

| 9 ноября 2019 14 тур | Десна                     | 1:1        | Днепр-1                                                                      | Чернигов                                                            |
| 14:00 | Хлёбас 48′ · Мостовой 61' | (протокол) | Шаповал 45+2′ · Папа Гуйе 53' · Загальский 66' · Полевой 79' · Шаповал 90+2' | Стадион: им. Юрия Гагарина Зрителей: 2 754 Судья: Виктор Копиевский |
| Десна: Паст, Конопля, Гитченко, Имереков, Мостовой, Огиря, Д. Фаворов , Картушов, А. Фаворов, Хлёбас 75' (Калитвинцев 75'), Филиппов 85' (Дегтярёв 85') · Остались в запасе: Литовка, Ермаков, Богданов, Кузык, Старенький |                           |            |                                                                              |                                                                     |

| 24 ноября 2019 15 тур | Колос                                                                | 2:0        | Десна                                                            | Киев                                                          |
| 14:00 | Лысенко 29′ · Вильхамссон 71′ · Задоя 4' · Парамонов 22' · Ильин 76' | (протокол) | · А. Фаворов 34' · Имереков 75' · Гитченко 77' · Калитвинцев 85' | Стадион: Оболонь-Арена Зрителей: 1 369 Судья: Александр Дердо |
| Десна: Паст, Д. Фаворов , Гитченко, Имереков, Западня 64' (Картушов 64'), Огиря, Калитвинцев, А. Фаворов, Богданов 72' (Филиппов 72'), Кузык 72' (Хлёбас 72'), Дегтярёв · Остались в запасе: Литовка, Конопля, Приндета, Домбровский |                                                                      |            |                                                                  |                                                               |

| 1 декабря 2019 16 тур | Десна                                    | 2:0        | Александрия                | Чернигов                                                             |
| 14:00 | Хлёбас 46′ · Филиппов 60′ · Филиппов 27' | (протокол) | · Банада 12' · Стецков 63' | Стадион: им. Юрия Гагарина Зрителей: 2 081 Судья: Евгений Арановский |
| Десна: Литовка, Д. Фаворов , Имереков, Ермаков, Мостовой, Огиря, Конопля, А. Фаворов 90+3' (Приндета 90+3'), Картушов, Хлёбас 85' (Домбровский 85'), Филиппов 90' (Калитвинцев 90') · Остались в запасе: Татаренко, Богданов, Кузык, Дегтярёв |                                          |            |                            |                                                                      |

| 8 декабря 2019 17 тур | Карпаты                                                                                     | 2:6        | Десна                                                                                     | Львов                                              |
| 14:00 | Назарина 17′ (пен.) · Бойчук 64′ · Мартинс 15' · Кудрик 57' · Дубинчак 74' · Веремиенко 85' | (протокол) | Имереков 3′ · Филиппов 16′ (пен.) 89′ · Калитвинцев 51′ 80′ · Хлёбас 77′ · А. Фаворов 37' | Стадион: Украина Зрителей: 923 Судья: Денис Шурман |
| Десна: Литовка, Д. Фаворов , Гитченко, Имереков, Мостовой, Огиря, Калитвинцев 84' (Дегтярёв 84'), А. Фаворов, Кузык 74' (Картушов 74'), Хлёбас 87' (Конопля 87'), Филиппов · Остались в запасе: Паст, Ермаков, Домбровский, Старенький |                                                                                             |            |                                                                                           |                                                    |

| 15 декабря 2019 18 тур | Десна                                        | 0:1        | Динамо                                              | Чернигов                                                            |
| 14:00 | · Огиря 9' · Калитвинцев 42' · Конопля 90+5' | (протокол) | Цыганков 25′ · Вербич · Буяльский 81' · Бущан 90+2' | Стадион: им. Юрия Гагарина Зрителей: 5 243 Судья: Виктор Копиевский |
| Десна: Паст, Конопля, Гитченко, Имереков, Мостовой, Огиря, Д. Фаворов , Калитвинцев 87' (Кузык 87'), Домбровский 71' (Хлёбас 71'), Картушов, Филиппов 80' (Дегтярёв 80') · Остались в запасе: Литовка, Ермаков, Западня, Старенький |                                              |            |                                                     |                                                                     |

| 23 февраля 2020 19 тур | Шахтёр       | 1:0        | Десна                                                              | Харьков                                                      |
| 17:00 | Марлос 90+5′ | (протокол) | · Картушов 18' · Тотовицкий 52' · Домбровский 90' · Мостовой 90+6' | Стадион: Металлист Зрителей: 3 469 Судья: Евгений Арановский |
| Десна: Паст, Д. Фаворов , Гитченко, Тамм, Мостовой, Домбровский, Гуцуляк 78' (Старенький 78'), Арвеладзе, Тотовицкий 84' (Хлёбас 84'), Картушов, Филиппов 89' (Будковский 89') · Остались в запасе: Литовка, Ермаков, Западня, Кузык |              |            |                                                                    |                                                              |

| 29 февраля 2020 20 тур | Десна                                                        | 4:0        | Мариуполь                                                 | Чернигов                                                           |
| 14:00 | Тотовицкий 11′ 20′ · Филиппов 58′ (пен.) · Калитвинцев 90+2′ | (протокол) | · Чоботенко 5' · Дава 20' · Игнатенко 52' · Муравский 20' | Стадион: им. Юрия Гагарина Зрителей: 3 417 Судья: Андрей Коваленко |
| Десна: Паст, Д. Фаворов , Гитченко, Тамм, Мостовой, Домбровский, Калитвинцев, Арвеладзе, Тотовицкий 81' (Будковский 81'), Кузык 69' (Картушов 69'), Филиппов 85' (Конопля 85') · Остались в запасе: Литовка, Ермаков, Гуцуляк, Хлёбас |                                                              |            |                                                           |                                                                    |

| 4 марта 2020 21 тур | Олимпик                                                 | 1:2        | Десна                                                                               | Киев                                                                              |
| 17:00 | Дегтярёв 4′ · Кравченко 33' · Дегтярёв 40' · Литвин 50' | (протокол) | Филиппов 6′ · Арвеладзе 76′ · Филиппов 10' · Тамм 70' · Будковский 84' · Паст 90+3' | Стадион: «Динамо» им. Валерия Лобановского Зрителей: 320 Судья: Виктор Копиевский |
| Десна: Паст, Конопля 72' (Картушов 72'), Гитченко, Тамм, Мостовой, Домбровский, Д. Фаворов , Калитвинцев, Арвеладзе, Тотовицкий 77' (Будковский 77'), Филиппов 86' (Ермаков 86') · Остались в запасе: Литовка, Гуцуляк, Кузык, Хлёбас |                                                         |            |                                                                                     |                                                                                   |

| 7 марта 2020 22 тур | Десна                                                        | 1:0        | Заря                                              | Чернигов                                                            |
| 14:00 | Филиппов 37′ · Гуцуляк 20' · Будковский 49' · Д. Фаворов 69' | (протокол) | · Лунёв 45+3' · Михайличенко 88' · Цыганикс 90+3' | Стадион: им. Юрия Гагарина Зрителей: 4 573 Судья: Екатерина Монзуль |
| Десна: Паст, Д. Фаворов , Гитченко, Тамм, Мостовой, Домбровский, Калитвинцев 90' (Конопля 90'), Арвеладзе, Гуцуляк, Филиппов 85' (Тотовицкий 85'), Будковский 64' (Картушов 64') · Остались в запасе: Литовка, Ермаков, Кузык, Хлёбас |                                                              |            |                                                   |                                                                     |

| 15 марта 2020 23 тур | Динамо                | 1:1        | Десна                         | Киев                                                 |
| 17:00 | Русин 69′ · Русин 23' | (протокол) | Филиппов 80′ · Старенький 48' | Стадион: Олимпийский Зрителей: 0 Судья: Сергей Бойко |
| Десна: Паст, Старенький, Имереков, Гитченко , Тамм, Конопля, Огиря, Домбровский, Арвеладзе 67' (Гуцуляк 67'), Калитвинцев 87' (Картушов 87'), Филиппов · Остались в запасе: Литовка, Ермаков, Кузык, Тотовицкий, Хлёбас |                       |            |                               |                                                      |

| 30 мая 2020 24 тур | Колос                                       | 0:2        | Десна                                                                                       | Киев                                                  |
| 14:00 | Гавриш · Милько 63' · Петров 73' · Емец 78' | (протокол) | Д. Фаворов 64′ · Картушов 84′ · Гуцуляк 8' · Имереков 18' · Д. Фаворов 66' · Будковский 69' | Стадион: Оболонь-Арена Зрителей: 0 Судья: Юрий Иванов |
| Десна: Паст, Д. Фаворов , Имереков, Тамм, Мостовой, Огиря, Домбровский 90+3' (Ермаков 90+3'), Калитвинцев 80' (Конопля 80'), Тотовицкий 85' (Будковский 85'), Гуцуляк 46' (Картушов 46'), Филиппов 90+3' (Гитченко 90+3') · Остались в запасе: Литовка, Старенький, Кузык, Хлёбас |                                             |            |                                                                                             |                                                       |

| 6 июня 2020 25 тур | Шахтёр                                                            | 3:2        | Десна                                                                                       | Киев                                                 |
| 17:00 | Фернандо 4′ · Марлос 25′ 51′ · Матвиенко 31' · Маркос Антонио 86' | (протокол) | Д. Фаворов 32′ (пен.) · Будковский 88′ · Домбровский 28' · Калитвинцев 82' · Будковский 84' | Стадион: Олимпийский Зрителей: 0 Судья: Сергей Бойко |
| Десна: Паст, Д. Фаворов , Имереков, Тамм 66' (Картушов 66'), Мостовой, Огиря, Домбровский 74' (Ермаков 74'), Калитвинцев, Тотовицкий 46' (Гитченко 46'), Кузык 74' (Будковский 74'), Филиппов 86' (Хлёбас 86') · Остались в запасе: Литовка, Западня, Старенький, Шевцов |                                                                   |            |                                                                                             |                                                      |

| 14 июня 2020 26 тур | Александрия                                              | 1:5        | Десна                                                                       | Александрия                                          |
| 19:30 | Третьяков 46′ · Бухал 43' · Бабогло 55' 60' · Вантух 69' | (протокол) | Филиппов 29′ 79′ (пен.) · Калитвинцев 44′ · Гитченко 56′ · Тотовицкий 90+6′ | Стадион: Ника Зрителей: 0 Судья: Анатолий Арановский |
| Десна: Паст, Конопля, Гитченко, Имереков, Западня 90+4' (Арвеладзе 90+4'), Огиря, Д. Фаворов , Калитвинцев 89' (Старенький 89'), Картушов 80' (Мостовой 80'), Филиппов 90+4' (Хлёбас 90+4'), Будковский 80' (Тотовицкий 80') · Остались в запасе: Литовка, Тамм, Ермаков, Кузык |                                                          |            |                                                                             |                                                      |

| 21 июня 2020 27 тур | Десна | 1:2        | Заря                                                                                         | Чернигов                                                      |
| 19:30 | Д. Фаворов 90+8′ (пен.) · Мостовой 10' · Имереков 44' · Гитченко 53' · Арвеладзе 66' · Хлёбас 85' · Тамм 90+1' · Д. Фаворов 90+8' | (протокол) | Кочергин 6′ · Михайличенко 55′ · Вернидуб 24' · Лунёв 88' · Громов 90+2' · Чеберко 32' 90+7' | Стадион: им. Юрия Гагарина Зрителей: 0 Судья: Виталий Романов |
| Десна: Паст, Конопля, Гитченко, Имереков, Мостовой 46' (Тотовицкий 46'), Огиря, Д. Фаворов , Калитвинцев 46' (Тамм 46'), Арвеладзе 69' (Будковский 69'), Картушов 84' (Кузык 84'), Филиппов 77' (Хлёбас 77') · Остались в запасе: Литовка, Ермаков, Западня, Старенький | |            |                                                                                              |                                                               |

| 28 июня 2020 28 тур | Десна                                                                        | 3:2        | Динамо                                                     | Чернигов                                                        |
| 19:30 | Картушов 12′ · Каргбо 25′ (авт.) · Гитченко 90+1′ · Картушов 27' · Огиря 34' | (протокол) | Цыганков 3′ 86′ · Шепелев 28' · Шабанов 62' · Кадири 90+3' | Стадион: им. Юрия Гагарина Зрителей: 0 Судья: Екатерина Монзуль |
| Десна: Паст, Д. Фаворов , Гитченко, Тамм, Конопля, Огиря, Домбровский, Картушов 90' (Арвеладзе 90'), Кузык 75' (Мостовой 75'), Филиппов 85' (Старенький 85'), Будковский 75' (Тотовицкий 75') · Остались в запасе: Литовка, Ермаков, Западня, Хлёбас, Шевцов |                                                                              |            |                                                            |                                                                 |

| 5 июля 2020 29 тур | Десна | 5:1        | Колос                                                                | Чернигов                                                   |
| 17:00 | Будковский 9′ · Д. Фаворов 37′ 77′ (пен.) · Старенький 87′ · Тотовицкий 90+1′ · Д. Фаворов 31' · Тотовицкий 85' | (протокол) | Кожушко 89′ · Морозко 21' · Богданов 43' · Зозуля 77' · Костышин 89' | Стадион: им. Юрия Гагарина Зрителей: 0 Судья: Игорь Пасхал |
| Десна: Паст, Конопля, Гитченко, Тамм, Д. Фаворов , Огиря, Домбровский 90+1' (Ермаков 90+1'), Картушов 68' (Старенький 68'), Кузык 79' (Мостовой 79'), Хлёбас 68' (Филиппов 68'), Будковский 79' (Тотовицкий 79') · Остались в запасе: Литовка, Имереков, Западня, Арвеладзе | |            |                                                                      |                                                            |

| 12 июля 2020 30 тур | Десна                                      | 2:4        | Шахтёр                                                       | Чернигов                                                      |
| 19:30 | Гитченко 29′ · Филиппов 62′ · Мостовой 71' | (протокол) | Соломон 25′ · Тете 26′ · Майкон 60′ · Алан Патрик 69′ (пен.) | Стадион: им. Юрия Гагарина Зрителей: 0 Судья: Анатолий Абдула |
| Десна: Паст, Д. Фаворов , Имереков, Гитченко, Тамм 78' (Арвеладзе 78'), Западня 61' (Мостовой 61'), Огиря, Домбровский, Тотовицкий 61' (Будковский 61'), Кузык 61' (Картушов 61'), Филиппов 83' (Хлёбас 83') · Остались в запасе: Литовка, Ермаков, Старенький, Белич |                                            |            |                                                              |                                                               |

| 16 июля 2020 31 тур | Десна                 | 1:3        | Александрия                                          | Чернигов                                                        |
| 19:00 | Тамм 9′ · Западня 37' | (протокол) | Шастал 32′ · Мышенко 57′ · Задерака 61′ · Шастал 54' | Стадион: им. Юрия Гагарина Зрителей: 0 Судья: Максим Козыряцкий |
| Десна: Паст, Д. Фаворов , Гитченко, Тамм, Западня 64' (Мостовой 64'), Домбровский, Картушов 72' (Старенький 72'), Арвеладзе 46' (Будковский 46'), Кузык 46' (Тотовицкий 46'), Хлёбас 46' (Огиря 46'), Филиппов · Остались в запасе: Литовка, Ермаков, Имереков, Демьяненко |                       |            |                                                      |                                                                 |

| 19 июня 2020 32 тур | Заря                                                                | 1:1        | Десна                                                                                  | Запорожье                                                  |
| 19:30 | Хомченовский 53′ · Михайличенко 10' · Кочергин 65' · Шевченко 90+5' | (протокол) | Будковский 20′ · Будковский 1' · Арвеладзе 30' · Огиря 37' · Тамм 45+1' · Имереков 63' | Стадион: Славутич-Арена Зрителей: 0 Судья: Виталий Романов |
| Десна: Паст, Конопля 78' (Кузык 78'), Имереков, Гитченко, Тамм 53' (Ермаков 53'), Мостовой 78' (Картушов 78'), Огиря 84' (Хлёбас 84'), Д. Фаворов , Арвеладзе 53' (Домбровский 53'), Филиппов, Будковский · Остались в запасе: Литовка, Западня, Калитвинцев, Старенький |                                                                     |            |                                                                                        |                                                            |

#### Кубок Украины
| 30 октября 2018 1/8 финала | Николаев                                                      | 2:4        | Десна                                                                               | Николаев                               |
| 14:00 | Сондей 17′ · Войцеховский 60′ · Кравченко 41' 90' · Берко 90' | (протокол) | Картушов 19′ 90′ · Филиппов 32′ 64′ · Богданов 43' · Домбровский 45' · Картушов 84' | Стадион: Центральный городской стадион |
| Десна: Литовка, Конопля, Ермаков, Имереков, Мостовой 90' (Приндета 90'), Домбровский, Д. Фаворов , Картушов, Богданов 73' (А. Фаворов 73'), Старенький 64' (Калитвинцев 64'), Филиппов · Остались в запасе: Паст, Гитченко, Хлёбас, Дегтярёв |                                                               |            |                                                                                     |                                        |

| 12 марта 2020 1/4 финала | Десна                                | 0:1        | Ворскла                                                                                   | Чернигов                                                         |
| 19:00 | · Кузык 41' · Тамм 64' · Ермаков 74' | (протокол) | Васин 65′ (пен.) · Кане 34' · Васин 40' · Луизао 41' · Якубу 55' · Баенко 60' · Скляр 76' | Стадион: им. Юрия Гагарина Зрителей: 0 Судья: Евгений Арановский |
| Десна: Паст, Конопля, Гитченко, Тамм, Д. Фаворов , Ермаков, Картушов, Арвеладзе 87' (Будковский 87'), Кузык 67' (Калитвинцев 67'), Хлёбас 67' (Филиппов 67'), Тотовицкий · Остались в запасе: Литовка, Огиря, Домбровский, Старенький |                                      |            |                                                                                           |                                                                  |

### Турнирная таблица
| Поз | Команда     | И  | В  | Н | П  | МЗ | МП | РМ  | О  | Квалификация или выбывание                        |
| --- | ----------- | -- | -- | - | -- | -- | -- | --- | -- | ------------------------------------------------- |
| 1   | Шахтёр      | 32 | 26 | 4 | 2  | 80 | 26 | +54 | 82 | Групповой этап Лиги чемпионов                     |
| 2   | Динамо      | 32 | 18 | 5 | 9  | 65 | 35 | +30 | 59 | 3-й кв. раунд Лиги чемпионов                      |
| 3   | Заря        | 32 | 17 | 7 | 8  | 50 | 29 | +21 | 58 | Групповой этап Лиги Европы                        |
| 4   | Десна       | 32 | 17 | 5 | 10 | 59 | 33 | +26 | 56 | 3-й кв. раунд Лиги Европы                         |
| 5   | Александрия | 32 | 14 | 7 | 11 | 49 | 47 | +2  | 49 | Плей-офф за участие во 2-й кв. раунде Лиги Европы |
| 6   | Колос       | 32 | 10 | 2 | 20 | 33 | 59 | −26 | 32 | Плей-офф за участие во 2-й кв. раунде Лиги Европы |

### График движения команды в таблице чемпионата по турам
| 7 |

| 7 |

| 4 |

| 3 |

| 2 |

| 2 |

| 2 |

| 2 |

| 2 |

| 2 |

| 3 |

| 3 |

| 3 |

| 3 |

| 4 |

| 4 |

| 3 |

| 4 |

| 4 |

| 4 |

| 4 |

| 4 |

| 4 |

| 3 |

| 4 |

| 3 |

| 4 |

| 4 |

| 2 |

| 4 |

| 4 |

| 4 |

| Премьер-лига | Место в таблице |

| Премьер-лига | Место в таблице |

### Статистика выступлений в Премьер-лиге
| Итого | Итого | Итого | Итого | Итого | Итого | Итого | Итого | Дома | Дома | Дома | Дома | Дома | Дома | На выезде | На выезде | На выезде | На выезде | На выезде | На выезде |
| И     | О     | В     | Н     | П     | МЗ    | МП    | РМ    | В    | Н    | П    | МЗ   | МП   | РМ   | В         | Н         | П         | МЗ        | МП        | РМ        |
| ----- | ----- | ----- | ----- | ----- | ----- | ----- | ----- | ---- | ---- | ---- | ---- | ---- | ---- | --------- | --------- | --------- | --------- | --------- | --------- |
| 32    | 56    | 17    | 5     | 10    | 59    | 33    | +26   | 7    | 3    | 6    | 24   | 17   | +7   | 10        | 2         | 4         | 35        | 16        | +19       |

### Зимний перерыв
| 18 января 2020 Товарищеский матч | Спутник | 0:5     | Десна                                                                       | Гомель |
| |         | (отчёт) | Будковский 10′ · Филиппов 11′ · Кузык 13′ · Демьяненко 53′ · Старенький 90′ |        |
| Десна: 1 тайм: Литовка, Конопля, Имереков, Ермаков, Западня, Арвеладзе, Калитвинцев, Кузык, Хлёбас, Филиппов, Будковский 2 тайм: Паст, Старенький, Д. Фаворов, Гитченко, Мостовой, Микитюк, Картушов, Белич, Мочуляк, Демьяненко, Шевцов |         |         |                                                                             |        |

| 24 января 2020 Товарищеский матч | Десна                                 | 2:1     | Нефтчи (Баку) | Турция |
| | Махмудов 39′ (авт.) · Калитвинцев 45′ | (отчёт) |               |        |
| Десна: 1 тайм: Паст, Д. Фаворов , Имереков, Ермаков, Мостовой, Огиря, Калитвинцев, Кузык, Шевцов, Хлёбас, Филиппов · 2 тайм: Литовка, Старенький, Тамм, Гитченко, Западня, Арвеладзе, Гуцуляк, Белич 77' (Демьяненко 77'), Тотовицкий, Мочуляк, Будковский |                                       |         |               |        |

| 28 января 2020 Товарищеский матч | Десна        | 1:1     | Хартберг | Турция |
| 16:00 | Филиппов 47′ | (отчёт) |          |        |
| Десна: 1 тайм: Литовка, Конопля, Имереков, Тамм, Мостовой, Огиря, Гуцуляк, Тотовицкий, Арвеладзе, Кузык, Будковский · 2 тайм: Паст, Старенький, Гитченко, Ермаков, Западня, Домбровский, Калитвинцев, Д. Фаворов, Картушов, Мочуляк 81' (Шевцов 81'), Филиппов |              |         |          |        |

| 2 февраля 2020 Товарищеский матч | Десна | 0:0     | Сараево | Турция |
| |       | (отчёт) |         |        |
| Десна: 1 тайм: Паст, Старенький, Тамм, Гитченко, Западня, Домбровский, Гуцуляк, Арвеладзе, Тотовицкий, Кузык, Филиппов · 2 тайм: Литовка, Конопля, Гитченко 76' (Мочуляк 76'), Имереков, Мостовой, Ермаков, Д. Фаворов, Калитвинцев, Картушов, Хлёбас, Будковский |       |         |         |        |

| 4 февраля 2020 Товарищеский матч | Десна          | 1:2     | Слован | Турция |
| | Калитвинцев 7′ | (отчёт) |        |        |
| Десна: Литовка 46' (Паст 46'), Конопля 60' (Старенький 60'), Имереков 65' (Арвеладзе 65'), Тамм, Мостовой 46' (Западня 46') 76' (Мочуляк 76'), Д. Фаворов 65' (Гитченко 65'), Домбровский 46' (Ермаков 46'), Калитвинцев 60' (Гуцуляк 60'), Картушов 46' (Кузык 46'), Хлёбас 46' (Будковский 46'), Филиппов 60' (Тотовицкий 60') |                |         |        |        |

| 13 февраля 2020 Товарищеский матч | Десна                                                     | 3:2     | Чжэцзян Гринтаун | Турция |
| | Ермаков 44′ 89′ · Будковский 79′ (пен.) · Домбровский 54' | (отчёт) |                  |        |
| Десна: Паст, Конопля, Гитченко, Ермаков, Западня, Домбровский 58' (Демьяненко 58'), Калитвинцев, Мочуляк 46' (Белич 46'), Кузык, Хлёбас, Будковский |                                                           |         |                  |        |

| 13 февраля 2020 Товарищеский матч | Десна       | 1:0     | Валмиера | Турция |
| | Гуцуляк 61′ | (отчёт) |          |        |
| Десна: Литовка, Д. Фаворов , Имереков, Тамм, Мостовой, Арвеладзе, Старенький 62' (Домбровский 62'), Тотовицкий 85' (Демьяненко 85'), Картушов 74' (Мочуляк 74'), Гуцуляк, Филиппов |             |         |          |        |

| 16 февраля 2020 Товарищеский матч | Десна                          | 2:0     | Виборг | Анталья |
| | Калитвинцев 44′ · Филиппов 72′ | (отчёт) |        |         |
| Десна: Литовка, Конопля 83' (Старенький 83'), Гитченко, Тамм 46' (Белич 46') 84' (Демьяненко 84'), Западня 83' (Гуцуляк 83'), Ермаков 78' (Имереков 78'), Мостовой 46' (Кузык 46'), Калитвинцев 78' (Мочуляк 78'), Д. Фаворов 46' (Домбровский 46'), Хлёбас 71' (Арвеладзе 71'), Будковский 71' (Филиппов 71') |                                |         |        |         |

| 17 февраля 2020 Товарищеский матч | Десна                                              | 4:0     | Витебск | Белек |
| 16:00 | Мостовой 27′ · Тотовицкий 31′ · Д. Фаворов 72′ 90′ | (отчёт) |         |       |
| Десна: Паст, Старенький 46' (Д. Фаворов 46'), Имереков 80' (Западня 80'), Тамм 71' (Ермаков 71'), Мостовой 46' (Кузык 46') 87' (Белич 87'), Домбровский 75' (Гитченко 75'), Картушов 80' (Демьяненко 80'), Арвеладзе 73' (Хлёбас 73'), Тотовицкий 80' (Мочуляк 80'), Гуцуляк 71' (Конопля 71'), Филиппов 73' (Будковский 73') |                                                    |         |         |       |

| 19 февраля 2020 Товарищеский матч | Десна        | 1:1     | Динамо (Батуми) | Турция |
|                                   | Филиппов 67′ | (отчёт) | Двалишвили 32′  |        |

## Статистика

### Матчи и голы
| №    | Поз. | Имя                   | Премьер-лига | Премьер-лига | Кубок Украины | Кубок Украины | Итого | Итого | Карточки     | Карточки |
| №    | Поз. | Имя                   | Игры         | Голы         | Игры          | Голы          | Игры  | Голы  | Предупреждён | Red card |
| ---- | ---- | --------------------- | ------------ | ------------ | ------------- | ------------- | ----- | ----- | ------------ | -------- |
| 45   | Защ  | Денис Фаворов         | 31           | 8            | 2             | 0             | 33    | 8     | 7            | 0        |
| 12   | ПЗ   | Егор Картушов         | 31           | 2            | 2             | 2             | 33    | 4     | 4            | 0        |
| 17   | Защ  | Андрей Гитченко       | 31           | 3            | 1             | 0             | 32    | 3     | 5            | 0        |
| 10   | Нап  | Александр Филиппов    | 30           | 16           | 2             | 2             | 32    | 18    | 3            | 0        |
| 44   | Вр   | Евгений Паст          | 30           | −31          | 1             | −1            | 31    | −32   | 3            | 0        |
| 22   | ПЗ   | Андрей Мостовой       | 29           | 0            | 1             | 0             | 30    | 0     | 7            | 0        |
| 7    | ПЗ   | Владислав Огиря       | 28           | 0            | 0             | 0             | 28    | 0     | 6            | 0        |
| 11   | ПЗ   | Владислав Калитвинцев | 26           | 6            | 2             | 0             | 28    | 6     | 5            | 0        |
| 32   | Защ  | Максим Имереков       | 25           | 2            | 1             | 0             | 26    | 2     | 5            | 0        |
| 26   | Защ  | Ефим Конопля          | 22           | 0            | 2             | 0             | 24    | 0     | 2            | 0        |
| 9/77 | ПЗ   | Орест Кузык           | 20           | 1            | 1             | 0             | 21    | 1     | 1            | 0        |
| 13   | Нап  | Дмитрий Хлёбас        | 20           | 7            | 1             | 0             | 21    | 7     | 2            | 0        |
| 8    | ПЗ   | Андрей Домбровский    | 17           | 0            | 1             | 0             | 18    | 0     | 3            | 0        |
| 19   | ПЗ   | Артём Фаворов         | 16           | 1            | 1             | 0             | 17    | 1     | 4            | 0        |
| 77   | Нап  | Максим Дегтярёв       | 15           | 2            | 0             | 0             | 15    | 2     | 2            | 0        |
| 4    | Защ  | Йоонас Тамм           | 13           | 1            | 1             | 0             | 14    | 1     | 4            | 0        |
| 28   | Нап  | Филипп Будковский     | 13           | 3            | 1             | 0             | 14    | 3     | 5            | 0        |
| 20   | ПЗ   | Андрей Тотовицкий     | 12           | 4            | 1             | 0             | 13    | 4     | 2            | 0        |
| 90   | ПЗ   | Андрей Богданов       | 11           | 0            | 1             | 0             | 12    | 0     | 5            | 0        |
| 9    | ПЗ   | Леван Арвеладзе       | 11           | 1            | 1             | 0             | 12    | 1     | 2            | 0        |
| 5    | Защ  | Виталий Ермаков       | 10           | 0            | 2             | 0             | 12    | 0     | 1            | 0        |
| 27   | ПЗ   | Сергей Старенький     | 8            | 1            | 1             | 0             | 9     | 1     | 1            | 0        |
| 43   | Защ  | Артур Западня         | 7            | 0            | 0             | 0             | 7     | 0     | 1            | 0        |
| 25   | ПЗ   | Алексей Гуцуляк       | 4            | 0            | 0             | 0             | 4     | 0     | 1            | 1        |
| 72   | Вр   | Игорь Литовка         | 2            | −2           | 1             | −2            | 3     | −4    | 0            | 0        |
| 18   | Защ  | Виталий Приндета      | 1            | 0            | 1             | 0             | 2     | 0     | 0            | 0        |
| 90   | Нап  | Илья Шевцов           | 0            | 0            | 0             | 0             | 0     | 0     | 0            | 0        |
| 89   | ПЗ   | Александр Волков      | 0            | 0            | 0             | 0             | 0     | 0     | 0            | 0        |
| 16   | ПЗ   | Евгений Белич         | 0            | 0            | 0             | 0             | 0     | 0     | 0            | 0        |
| 19   | Нап  | Денис Демяненко       | 0            | 0            | 0             | 0             | 0     | 0     | 0            | 0        |
| 35   | Вр   | Максим Татаренко      | 0            | 0            | 0             | 0             | 0     | 0     | 0            | 0        |

В графе «Голы» после знака − указаны пропущенные мячи (для вратарей).
1. 1 2 3  Покинул клуб в зимнее трансферное окно в январе 2020 года.
2. ↑  Покинул клуб в зимнее трансферное окно в декабре 2019 года.
3. ↑  Отправился в аренду в летнее трансферное окно.
4. ↑  Покинул клуб в зимнее трансферное окно.

## Награды
- Тренер года в Премьер-лиге: Александр Рябоконь, 2019[19].
- Тренер месяца в Премьер-лиге: Александр Рябоконь, сентябрь 2019, март 2020, июнь 2020[20][21][22]

## Трансферы

### Пришли в клуб
| Дата                                    | Поз. | Футболист             | Из клуба      | Сумма     | Условия              |
| --------------------------------------- | ---- | --------------------- | ------------- | --------- | -------------------- |
| Летнее трансферное окно (2019 г.)       |      |                       |               |           |                      |
| 6 июня 2019                             | ПЗ   | Владислав Калитвинцев | Арсенал-Киев  |           | контракт на 2 года   |
| 8 июня 2019                             | Защ  | Виталий Приндета      | СКА-Хабаровск |           | контракт на 2 года   |
| 27 июня 2019                            | Защ  | Артур Западня         | Волынь        |           | контракт на 2 года   |
| 28 июня 2019                            | Защ  | Ефим Конопля          | Шахтёр        |           | аренда на 1 год      |
| 15 июля 2019                            | ПЗ   | Орест Кузык           | Янина         |           | аренда на 1 год      |
| 18 июля 2019                            | Нап  | Максим Дегтярёв       | Олимпик       |           | аренда на полгода    |
| 25 июля 2019                            | ПЗ   | Андрей Домбровский    | Арсенал-Киев  |           |                      |
| 28 июля 2019                            | Нап  | Илья Шевцов           | Кристалл      |           | контракт на 2 года   |
| Зимнее трансферное окно (2019—2020 гг.) |      |                       |               |           |                      |
| 3 января 2020                           | ПЗ   | Леван Арвеладзе       | Заря          |           | контракт на 2 года   |
| 6 января 2020                           | Нап  | Филипп Будковский     | Заря          |           |                      |
| 21 января 2020                          | ПЗ   | Алексей Гуцуляк       | Карпаты       | €300 тыс. | контракт на 3 года   |
| 21 января 2020                          | ПЗ   | Андрей Тотовицкий     | Шахтёр        |           | контракт на 2 года   |
| 24 января 2020                          | Защ  | Йоонас Тамм           | Флора         |           | контракт на 1,5 года |

### Ушли из клуба
| Дата                                    | Поз. | Футболист             | В клуб           | Сумма              |
| --------------------------------------- | ---- | --------------------- | ---------------- | ------------------ |
| Летнее трансферное окно (2019 г.)       |      |                       |                  |                    |
| 6 июня 2019                             | ПЗ   | Михаил Козак          | Шевардени-1906   |                    |
| 6 июня 2019                             | Защ  | Темур Парцвания       | свободный агент  |                    |
| 6 июня 2019                             | Защ  | Андрей Слинкин        | Николаев         |                    |
| 6 июня 2019                             | Защ  | Дмитрий Немчанинов    | Рух              |                    |
| 6 июня 2019                             | Защ  | Сергей Люлька         | Львов            |                    |
| 6 июня 2019                             | Нап  | Михаил Сергийчук      | Вентспилс        |                    |
| 18 июня 2019                            | Нап  | Денис Безбородько     | Александрия      |                    |
| 19 июня 2019                            | Вр   | Константин Махновский | Вентспилс        |                    |
| 26 июля 2019                            | ПЗ   | Максим Банасевич      | Рух              |                    |
| 26 июля 2019                            | ПЗ   | Андрей Якимив         | Ракоци           |                    |
| 27 сентября 2019                        | Нап  | Игорь Кириенко        | Авангард         |                    |
| Зимнее трансферное окно (2019—2020 гг.) |      |                       |                  |                    |
| 23 декабря 2020                         | ПЗ   | Андрей Богданов       | Колос            |                    |
| 3 января 2020                           | ПЗ   | Артём Фаворов         | Академия Пушкаша | €470 тыс.          |
| 10 января 2020                          | Нап  | Максим Дегтярёв       | Олимпик          | вернулся из аренды |
| 19 января 2020                          | Защ  | Виталий Приндета      | Волынь           |                    |
| 3 марта 2020                            | Нап  | Ренат Мочуляк         | Сфынтул Георге   |                    |

### Отправлены в аренду
| Начало аренды                     | Окончание аренды | Поз. | Футболист        | В клуб   |
| --------------------------------- | ---------------- | ---- | ---------------- | -------- |
| Летнее трансферное окно (2019 г.) |                  |      |                  |          |
| 25 июля 2019                      | 9 сентября 2019  | Нап  | Игорь Кириенко   | Авангард |
| 20 августа 2019                   | 30 июня 2020     | ПЗ   | Александр Волков | Колос    |

## Результаты матчей молодёжной и юношеской команд

### Молодёжная команда
| Дата            | Соперник | Д / В | Счёт | Авторы голов за «Десну»                                 |
| --------------- | -------- | ----- | ---- | ------------------------------------------------------- |
| 29 июля 2019    | Львов    | Д     | 2:3  | Волков, 63', Шевцов, 81'                                |
| 2 августа 2019  | Ворскла  | Д     | 1:1  | Галстян, 80'                                            |
| 10 августа 2019 | Днепр-1  | В     | 3:0  | Воронин, 13', Галстян, 27', Попинака, 68'               |
| 16 августа 2019 | Колос    | Д     | 4:0  | Шевцов, 6', Старенький, 41', Мочуляк, 51', Воронин, 71' |

### Юношеская команда
| Дата            | Соперник | Д / В | Счёт | Авторы голов за «Десну» |
| --------------- | -------- | ----- | ---- | ----------------------- |
| 9 августа 2019  | Львов    | Д     | 0:3  |                         |
| 16 августа 2019 | Динамо   | В     | 0:3  |                         |